# Watsonians
El Watsonian Football Club es un equipo de rugby de Escocia con sede en la ciudad de Edimburgo.

## Historia
Fue fundado en 1875, el club tiene vínculos desde su inicio con el George Watson's College.
Desde el año 1973 hasta 2019 su principal equipo participó en la Premiership en el cual logró un campeonato en 1998.
Desde 2019 hasta 2024 su primer equipo compitió en el Súper Series torneo que finalmente fue eliminado por la federación de Escocia, regresando el primer equipo al sistema de ligas de Escocia.

## Palmarés
- Súper 6 (1): 2022

- Súper 6 Sprint Series (1): 2022

- Premiership (1): 1997-98

- Campeonato de Escocia no oficial (15): 1891-92, 1892-93, 1893-94, 1894-95, 1896-97, 1901-02, 1908-09, 1909-10, 1910-11, 1911-12, 1913-14, 1920-21, 1934-35, 1936-37, 1969-70

- National One (1): 2015-16

- Copa de Escocia (1): 2005-06

- Supercopa de Escocia (1): 2006-07